# Селищи (Ичалковский район)
Сели́щи — село в Ичалковском районе Мордовии. Входит в состав Берегово-Сыресевского сельского поселения.

## География
Расположено на реке Алатырь.

## История
В генеральной переписи мордвы Алатырского уезда (1671) упоминается «деревня Селищи, Болдина тож, на реке на Олаторе Верхолаторского стана».
В «Списке населённых мест Симбирской губернии» (1863) Селищи — деревня удельная из 99 дворов Ардатовского уезда. Деревня состояла из 12 дворов. Жители пользовались Тонбальским ухожаем. Название Болдино указывает, что жители Селищ до передачи их земель царем Михаилом Федоровичем за верную службу в соединенном ополчении князей Трубецкого и Пожарского в годы польско-шведской интервенции предкам великого русского поэта Александра Сергеевича Пушкина, проживали в деревне Болдино (ныне село Болдино находится в Горьковской области).

## Население
| 2002 | 2010 |
| ---- | ---- |
| 491  | ↘429 |